# Fort Stockton
Fort Stockton ist eine City im Pecos County im US-Bundesstaat Texas und Sitz der Countyverwaltung (County Seat) des Pecos Countys. Das U.S. Census Bureau hat bei der Volkszählung 2020 eine Einwohnerzahl von 8.466 ermittelt.
Die Stadt bezeichnet sich selbst als „freundlichste Stadt in Texas“ („The Friendliest Town in Texas“).

## Geographie
Fort Stockton liegt im mittleren Westen von Texas, etwas nördlich des geographischen Zentrums des Pecos County und ist jeweils etwa 125 Kilometer von der Ostgrenze New Mexicos im Norden und von der Grenze zu Mexiko im Südosten entfernt.

## Verkehr
Fort Stockton hat Anbindung an den Interstate 10 sowie an die U.S. Highways 67, 290 und 385. Ebenso gibt es einen Bahnhof der Santa Fe Railroad und in drei Kilometern Entfernung den Flughafen Fort Stockton Airport.

## Geschichte
Die Stadt entstand aus einer 1859 gegründeten kleinen Ansiedlung nahe dem militärischen Stützpunkt Fort Stockton, benannt nach Robert F. Stockton, einem Kommodore der US-Marine im Mexikanisch-Amerikanischen Krieg und späteren US-Senator von New Jersey.
Im Amerikanischen Bürgerkrieg wurde Fort Stockton nahezu zerstört, 1867 durch General Edward Hatch wieder aufgebaut und zum Hauptquartier der 9. US-Kavallerie. Nachdem die Apachen 1882 in dieser Gegend vernichtend geschlagen wurden, reduzierte die Regierung die stationierten Truppen. Zurück blieben nur zwei Kompanien der 16. Infanterie.
Nach dem Abzug der Truppen reduzierte sich auch der Anteil der Zivilisten, was sich erst 1886 nach Anschluss an die Texas and Pacific Railroad und die Southern Pacific Railroad änderte. In der Folgezeit wurde die Stadt bekannt als Handelszentrum für Rinder- und Schafzucht. Einen weiteren wirtschaftlichen Aufschwung erlebte die Stadt, als 1926 die ersten Erdölfunde in der Nähe bekannt wurden.

## Demografische Daten
Zur Zeit der Volkszählung im Jahr 2000 lebten in Fort Stockton 7846 Menschen. Davon wohnten 101 Personen in Sammelunterkünften, die anderen Einwohner lebten in 2790 Haushalten und 2106 Familien. Die Bevölkerungsdichte betrug 592 Einwohner pro Quadratkilometer. Ethnisch betrachtet setzte sich die Bevölkerung zusammen aus 70,1 Prozent weißer Bevölkerung, 0,9 Prozent Afroamerikanern, 0,6 Prozent amerikanischen Ureinwohnern, 0,8 Prozent Asiaten und 25,2 Prozent aus anderen ethnischen Gruppen; etwa 2,5 Prozent gaben gemischte Abstammung an. 69,9 Prozent der Bevölkerung waren spanischer oder lateinamerikanischer Abstammung.
Von den 2790 Haushalten hatten 39,2 Prozent Kinder unter 18 Jahre, die im Haushalt lebten. 58,1 Prozent davon waren verheiratete, zusammenlebende Paare. 13,3 Prozent waren allein erziehende Mütter und 24,5 Prozent waren keine Familien. 21,7 Prozent aller Haushalte waren Singlehaushalte und in 9,6 Prozent lebten Menschen, die 65 Jahre oder älter waren. Die Durchschnittshaushaltsgröße betrug 2,78 und die durchschnittliche Größe einer Familie belief sich auf 3,25 Personen.
30,1 Prozent der Bevölkerung war unter 18 Jahre alt, 9,9 Prozent von 18 bis 24, 25,6 Prozent von 25 bis 44, 20,8 Prozent von 45 bis 64, und 13,6 Prozent waren 65 Jahre oder älter. Das Durchschnittsalter betrug 33 Jahre. Auf 100 weibliche Personen aller Altersgruppen kamen 92,1 männliche Personen. Auf 100 Frauen im Alter von 18 Jahren und darüber kamen 89,9 Männer.

Das jährliche Durchschnittseinkommen eines Haushalts betrug 27.713 USD, das Durchschnittseinkommen einer Familie 30.941 USD. Männer hatten ein Durchschnittseinkommen von 25.735 USD gegenüber den Frauen mit 17.885 USD. Das Prokopfeinkommen betrug 12.834 USD. 22,3 Prozent der Bevölkerung und 19,7 Prozent der Familien lebten unterhalb der Armutsgrenze. Davon waren 30,6 Prozent Kinder und Jugendliche unter 18 Jahren und 17,7 Prozent waren 65 oder älter.

## Sehenswertes
- Pecos County Courthouse
- Hood Mendel Arena
- Annie Riggs Memorial Museum
- Fort Stockton Historical Society
- E & E Editions-Pac & Ship

## Söhne und Töchter der Stadt
- Saxton Pope (1875–1926), Bogenschütze